# Podospora platensis
Podospora platensis är en svampart som först beskrevs av Speg., och fick sitt nu gällande namn av Niessl 1883. Podospora platensis ingår i släktet Podospora och familjen Lasiosphaeriaceae.   Inga underarter finns listade i Catalogue of Life.